# ツクヨミ
ツクヨミ、またはツキヨミは、日本神話に登場する神。
『古事記』は月読命、『日本書紀』は月夜見尊などと表記する。一般的にツクヨミと言われるが、伊勢神宮・月読神社ではツキヨミと表記される。

## 神話での記述
記紀（古事記と日本書紀）において、ツクヨミは伊邪那岐命（伊弉諾尊・いざなぎ）によって生み出されたとされる。月を神格化した、夜を統べる神であると考えられているが、異説もある（後述）。天照大御神（天照大神・あまてらす）の弟神にあたり、建速須佐之男命（素戔鳴尊・たけはやすさのお）の兄神にあたる。
ツクヨミは、月の神とされている。しかしその神格については文献によって相違がある。古事記では伊邪那岐命が黄泉国から逃げ帰って禊ぎをした時に右目から生まれたとされ、もう片方の目から生まれた天照大御神、鼻から生まれた須佐之男命とともに重大な三神（三柱の貴子）を成す。一方、日本書紀ではイザナギと伊弉冉尊（伊耶那美・イザナミ）の間に生まれたという話、右手に持った白銅鏡から成り出でたとする話もある。また、彼らの支配領域も天や海など一定しない。
この、太陽、月とその弟ないし妹という組み合わせは比較神話学の分野では、他国の神話にも見られると指摘されている。
日本神話において、ツクヨミは古事記・日本書紀の神話にはあまり登場せず、全般的に活躍に乏しい。わずかに日本書紀・第五段第十一の一書で、穀物の起源として語られるぐらいである。これはアマテラスとスサノオという対照的な性格を持った神の間に静かなる存在を置くことでバランスをとっているとする説がある。同様の構造は、高皇産霊尊（高御産巣日神・たかみむすび）と神皇産霊神（神産巣日神・かみむすび）に対する天之御中主神（あめのみなかぬし）、火折尊（火遠理命（ほおり）・山幸彦）と火照命（ほでり・海幸彦）に対する火酢芹命（火須勢理命・ほすせり）などにも見られる。
ツクヨミの管掌は、古事記や日本書紀の神話において、日神たるアマテラスは「天」あるいは「高天原」を支配することでほぼ「天上」に統一されているのに対し、古事記では「夜の食国」、日本書紀では「日に配べて天上」を支配する話がある一方で、「夜の食国」や「滄海原の潮の八百重」の支配を命じられている箇所もある。この支配領域の不安定ぶりはアマテラスとツクヨミの神話に後からスサノオが追加されたためではないかと考えられている。
ツクヨミはスサノオとエピソードが重なることから、一部では同一神説を唱える者がいる。

### 『古事記』
上巻では、月讀命は伊邪那伎命の右目を洗った際に生み成され、天照大御神や須佐之男命とともに「三柱の貴き子」と呼ばれる。月讀命は、伊耶那伎命から「夜の食国を知らせ」と命ぜられるが、これ以降の活躍は一切ない。夜を治める月は「日月分離」（後述）後の満月を現すと考えられる。

### 『日本書紀』

#### 神代紀
日本書紀・神代紀の第五段では、本文で「日の光に次ぐ輝きを放つ月の神を生み、天に送って日とならんで支配すべき存在とした」と簡潔に記されているのみであるが、続く第一の一書にある異伝には、伊弉諾尊が左の手に白銅鏡を取り持って大日孁尊（天照大神）を生み、右の手に白銅鏡を取り持って月弓尊（月読命）を生んでいる。日と並ぶ月は日月分離前の新月を現すと考えられる。
ツクヨミの支配領域については、天照大神と並んで天を治めるよう指示されたとする話が幾つかある。その一方で、「滄海原の潮の八百重を治すべし」と命じられたという話もある。これは潮汐と月の関係を現すと考えられる。
書紀・第五段第十一の一書では、天照大神から保食神（うけもち）と対面するよう命令を受けた月夜見尊が降って保食神のもとに赴く。そこで保食神は饗応として口から飯を出したので、月夜見尊は「けがらわしい」と怒り、保食神を剣で刺し殺してしまう。保食神の死体からは牛馬や蚕、稲などが生れ、これが穀物の起源となった。天照大神は月夜見尊の凶行を知って「汝悪しき神なり」と怒り、それ以来、日と月とは一日一夜隔て離れて住むようになったという。これは「日月分離」の神話であり、月が新月になるのは太陽との黄経差が0度、即ち見かけ上太陽と並んだ時であって、満月になるのは180度、即ち見かけ上太陽から最も離れた時であることを説明した神話と考えられる。
一方、古事記では似た展開で食物の神（大気都比売神・おほげつひめ）が殺されるが、それをやるのは須佐之男命である（日本神話における食物起源神話も参照）。この相違は、元々いずれかの神の神話として語られたものが、もう一方の神のエピソードとして引かれたという説がある。

#### 顕宗紀
ツクヨミは、神々にかわって人間の天皇が支配するようになった時代（神代から人代に移行した後）に再び現れる。『書紀』巻十五の顕宗紀には、任那へ派遣された阿閉臣事代に月神が憑いて高皇産霊をわが祖と称し、「我が月神に奉れ、さすれば喜びがあろう」と宣ったので、その言葉通り山背国の葛野郡に社を建て、壱岐県主の祖・押見宿禰（おしみのすくね）に祭らせたという記録がある。これが山背国の月詠神社の由来であり、宣託された壱岐には月詠神社が存在し、山背国の月読神社の元宮と言われている。が、これは現在では橘三喜の誤りで、宣託された本来の式内社月読神社は男岳にあった月読神社とされる。今は遷座され箱崎八幡神社に鎮座している。

### 『続日本紀』
日本書紀に続く六国史の第二にあたる続日本紀には、光仁天皇の時代に、暴風雨が吹き荒れたのでこれを卜した（占卜）ところ、伊勢の月読神が祟りしたという結果が出たので、毎年九月に荒祭（あらまつり）神にならって馬を奉るようになったとある。

### 『風土記』

#### 山城国風土記
逸文だが「桂里」でも、「月読尊」が天照大神の勅を受けて、豊葦原の中つ国に下り、保食神のもとに至ったとき、湯津桂に寄って立ったという伝説があり、そこから「桂里」という地名が起こったと伝えている。月と桂を結びつける伝承はインドから古代中国を経て日本に伝えられたと考えられており、万葉集にも月人と桂を結びつけた歌がある。また、日本神話において桂と関わる神は複数おり、例えば古事記からは、天神から天若日子のもとに使わされた雉の鳴女や、兄の鉤をなくして海神の宮に至った山幸彦が挙げられる。

#### 出雲国風土記
千酌（ちくみ）の驛家（うまや）郡家（こおりのみやけ）の東北のかた一十七里一百八十歩なり。伊佐奈枳命（いざなきのみこと）の御子、「都久豆美命（つくつみのみこと）」、此處に坐す。然れば則ち、都久豆美と謂ふべきを、今の人猶千酌と號くるのみ。
ただし、都久豆美命は渡津の守護の月神で、古くから千酌を守る土着神だったが、朝廷の支配が強まったため土地の人々が伊佐奈枳の子としたのであり、ツクヨミとは関係ないとする説がある。

### 『万葉集』
万葉集の歌の中では、「ツキヨミ」或いは「ツキヨミオトコ（月読壮士）」という表現で現れてくる。これは単なる月の比喩（擬人化）としてのものと、神格としてのものと二種の性格が読みとれる。また「ヲチミヅ（変若水）」＝ヲツ即ち若返りの水の管掌者として現れ、「月と不死」の信仰として沖縄における「スデミヅ」との類似性がネフスキーや折口信夫、石田英一郎によって指摘されている。
なお、万葉集の歌には月を擬人化した例として、他に「月人」や「ささらえ壮士」などの表現が見られる。

### 『その他の文献』

#### 皇太神宮儀式帳
月讀命。御形ハ馬ニ乘ル男ノ形。紫ノ御衣ヲ着、金作ノ太刀ヲ佩キタマフ。
と記されており、太刀を佩いた騎馬の男の姿とされている。

#### 花喜山城光寺縁起・慈住寺縁起
天照大神が八上行幸の際、行宮にふさわしい地を探したところ、一匹の白兎が現れた。白兎は天照大神の御装束を銜えて、霊石山頂付近の平地、現在の伊勢ヶ平まで案内し、そこで姿を消した。白兎は月読尊のご神体で、その後これを道祖白兎大明神と呼び、中山の尾続きの四ケ村の氏神として崇めたという。

## ツクヨミの表記
一般的にはツクヨミと言われるが、月読を祀る神社はツキヨミと表記している。
古事記では「月讀命」のみであるが、日本書紀・第五段の本文には、「月神【一書云、月弓尊、月夜見尊、月讀尊】」と複数の表記がなされている。万葉集では、月を指して「月讀壮士（ツキヨミオトコ）」、「月人壮士（ツキヒトオトコ）」「月夜見」などとも詠まれている。逸文ではあるが山城国風土記には「月讀尊」とある。
なお、「ツクヨミ」の上代特殊仮名遣を表記ごとにまとめると、以下のようになっている。
『古事記』
- 月読 ヨ乙・ミ甲

『日本書紀』
- 月読 ヨ乙・ミ甲　.月弓 ユ―・ミ甲　.月夜見 ヨ甲・ミ甲

『万葉集』
- 月読 ヨ乙・ミ甲　.月夜見 ヨ甲・ミ甲　.月余美 ヨ乙・ミ甲

以上のように、『記紀万葉』においてツクヨミの「ミ」はいずれも甲類で一致しているが、ヨの甲乙は両方にまたがり、「ユ」の例すらある。
ヨ、ユ音に着目して表記例をまとめると、
- ヨ乙 月読、月余美　.ヨ甲 月夜見　.ユ  月弓

に分かれる。

## ツクヨミの名義
ツクヨミの神名については、複数の由来説が成り立つ。
まず、最も有力な説として、「月を読む」ことから暦と結びつける由来説がある。上代特殊仮名遣では、「暦や月齢を数える」ことを意味する「読み」の訓字例「余美・餘美」がいずれもヨ乙類・ミ甲類で「月読」と一致していることから、ツクヨミの原義は、日月を数える「読み」から来たものと考えられる。例えば暦＝コヨミは、「日を読む」すなわち「日数み（カヨミ）」であるのに対して、ツキヨミもまた月を読むことにつながる。
「読む」は、『万葉集』にも「月日を読みて」「月読めば」など時間（日月）を数える意味で使われている例があり、また暦の歴史を見ると、月の満ち欠けや運行が暦の基準として用いられており、世界的に太陰暦が太陽暦に先行して発生した。「一月二月」という日の数え方にもその名残があるように、月と暦は非常に関係が深いつまり、ツクヨミは日月を数えることから、暦を司る神格であろうと解釈されている。
また、暦が主に農業のために存在したこと、調神社（つきじんじゃ）のように「ツキ」に漢字の「調」を当てる場合があること、後の租庸調のように年間の食糧確保や作付量の調整が必要があったであろうことからすれば、農業や徴税の神であった可能性もある。
ウサギは月とも結びつけられるところ、調神社は狛犬が犬ではなくウサギで、食糧に関連する豊宇気姫命も祭神に含まれている。
その他にも、海神のワタツミ、山神のオオヤマツミと同じく、「ツクヨのミ」（「ツクヨ」が月で「ミ」は神霊の意）から「月の神」の意とする説がある。
このようにはっきりと甲乙の異なる「ヨ」や、発音の異なる「ユ」の表記が並行して用いられていること、そして『記紀万葉』のみならず『延喜式』などやや後世の文献でも数通りの呼称があり、表記がどれかに収束することなく、ヨの甲乙が異なる「月読」と「月夜見」表記が並行して用いられている。

## 『万葉集』におけるツクヨミを詠んだ歌
- 巻四・六七〇 月讀の 光に来ませ 足疾（あしひき）の 山寸（やまき）隔（へ）なりて 遠からなくに
- 巻四・六七一 月讀の光は清く 照らせれど 惑へるこころ 思ひあへなくに
- 巻六・九八五 天に座す 月讀壮士 幣（まひ）はせむ 今夜の長さ 五百夜継ぎこそ
- 巻七・一〇七五 海原の 道遠みかも 月讀の 明（ひかり）少なき 夜は更けにつつ
- 巻七・一三七二 み空ゆく 月讀壮士 夕去らず 目には見れども 因るよしもなし
- 巻十三・三二四五 天橋も 長くもがも 高山も 高くもがも 月夜見の 持てる越水（をちみづ） い取り来て 公（きみ）に奉りて をち得てしかも
- 巻十五・三五九九 月余美の 光を清み 神嶋の 磯海の浦ゆ 船出すわれは
- 巻十五・三六二二 月余美の 光を清み 夕凪に 水手（かこ）の声呼び 浦海漕ぐかも

## ツクヨミを祭神とする神社

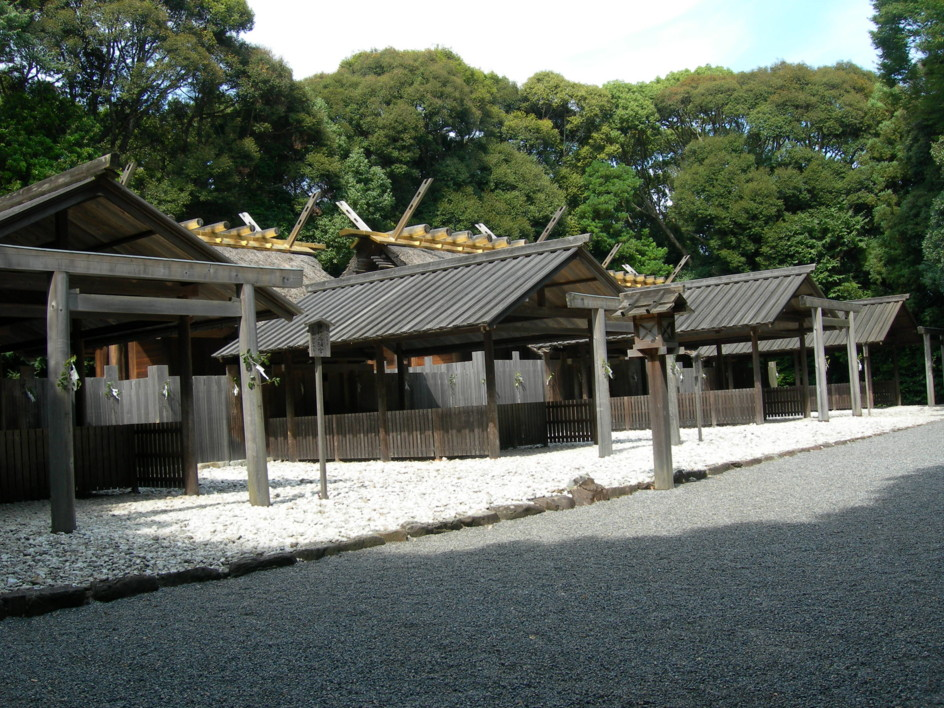
内宮別宮 月讀宮

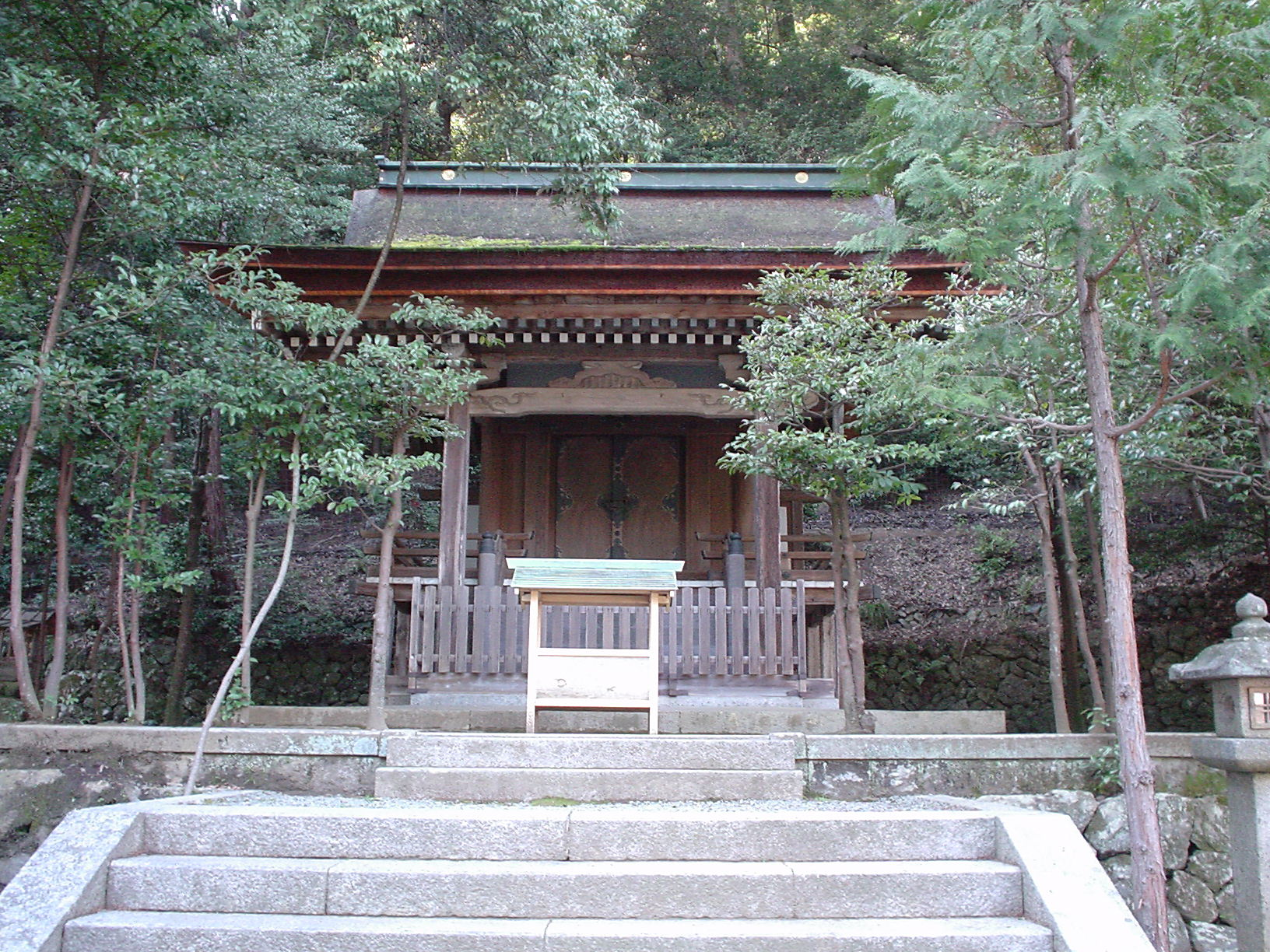
松尾大社摂社 月読神社

皇大神宮の別宮・月讀宮や、豊受大神宮の別宮・月夜見宮に祀られる。また、京都市の月読神社は壱岐市の月讀神社から勧請を受けたものである。日本百名山や出羽三山で知られる月山（ガッサン,1984m,山形県）の名称は、山頂に鎮座する神社（月山神社,旧社格：官幣大社）の祭神である月読之命に因んだものとされる。